# Moigny-sur-École
Moigny-sur-École  [mwaɲi syʁ ekɔl] je francouzská obec v departementu Essonne v regionu Île-de-France. V obci se nachází kostel svatého Diviše.

## Poloha
Obec Moigny-sur-École se nachází asi 47 km jihovýchodně od Paříže. Obklopují ji obce Videlles na severu, Dannemois na severovýchodě, Courances na východě, Milly-la-Forêt na jihu a Boutigny-sur-Essonne na západě a severozápadě.

## Vývoj počtu obyvatel
Počet obyvatel